# Klasse von Athen 581

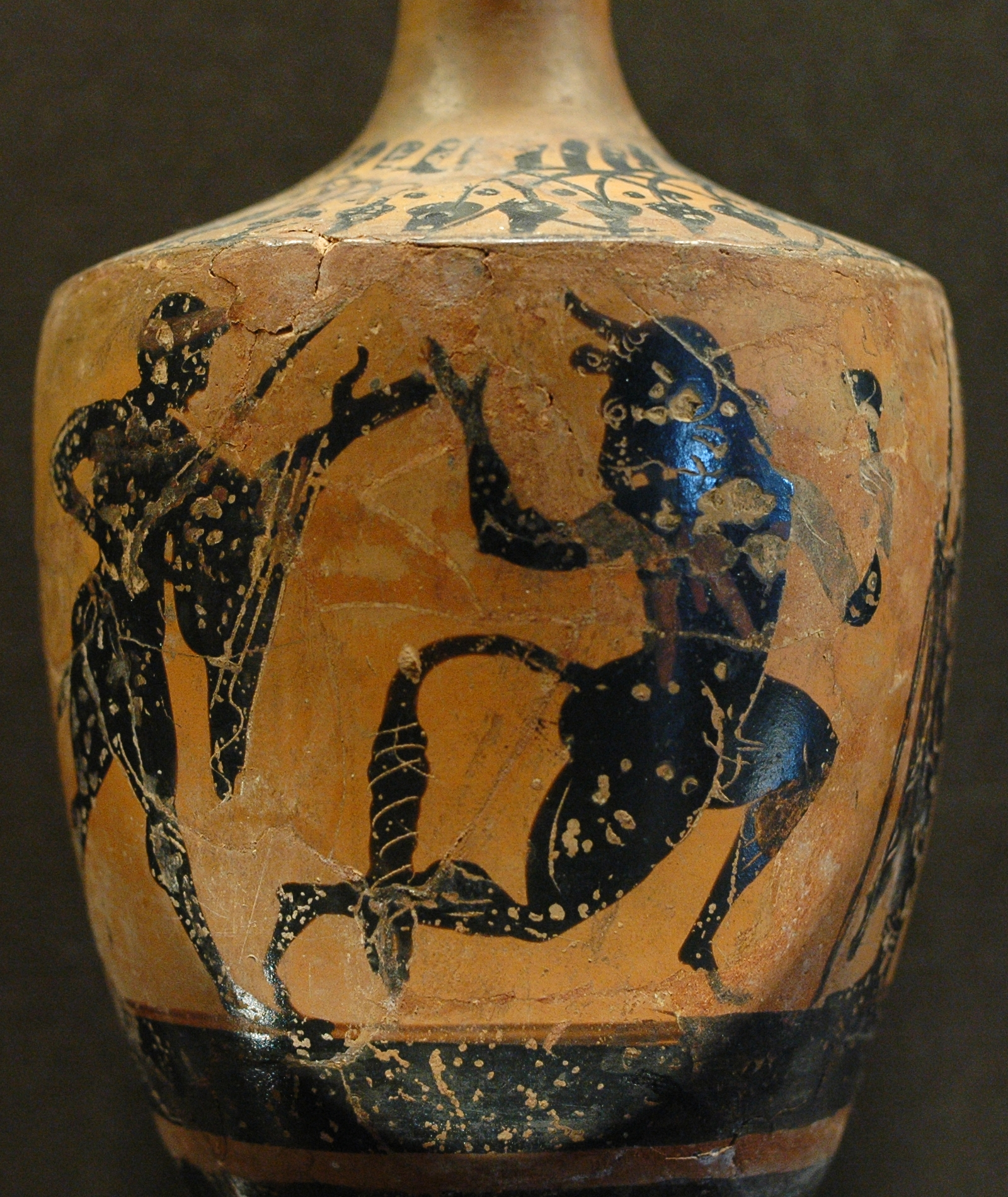
Theseus und der Minotauros. Lekythos aus dem ersten Viertel des 5. Jahrhunderts v. Chr. Gefunden auf der Krim, heute in Paris, Louvre CA 2254.

Als Klasse von Athen 581 (englisch Class of Athens 581) wird eine Klasse attisch-schwarzfiguriger Vasen aus dem ersten Viertel des 5. Jahrhunderts v. Chr. bezeichnet, die in Form und Dekoration eng zusammengehören, aber von mehreren unterschiedlichen Vasenmalern bemalt wurden.
Der Name geht auf John D. Beazley zurück, der auf die Vorarbeiten von Emilie Haspels aufbaute. Beazley ordnete der Klasse den Marathon-Maler, die Gruppe von Brüssel A 1311 sowie zehn Klassen zu, die er von I bis X durchnummerierte, die Gruppe V nannte er Kalinderu-Gruppe, die Gruppe VII Maler von Athen 9690. Einige Lekythen aus verschiedenen Klassen schrieb er dem Maler von Athen 581 zu. 1971 unterschied er dann noch den Maler von München 1874, die Geron-Gruppe und einige weitere Untergruppen.
Die Maler der Klasse verzierten fast ausschließlich Lekythen, die in sehr großer Zahl überliefert sind, dazu einige wenige Skyphoi. Die Qualität der Vasen ist nicht besonders hoch. Die Schultern der Lekythen dieser Klasse sind mit Palmetten, Knospen oder Strahlen verziert. Die Figurendarstellungen sind zumeist flüchtig. Im Bildhintergrund werden oft belaubte Zweige gezeigt, die das Bild füllen. Vielfach sind die Lekythen nur mit einem Lotos-Plamettenfries verziert. Der Stil der Klasse führt zum Haimon-Maler hin.